# جام جهانی فیفا ۲۰۱۰ (بازی ویدئویی)
فیفا جام جهانی ۲۰۱۰ (به انگلیسی: 2010 FIFA World Cup) یک بازی ویدئویی ورزشی و بازی رسمی جام جهانی فوتبال ۲۰۱۰، ساختهٔ ای‌ای کانادا از سری بازی‌های فیفا جام جهانی می‌باشد. این بازی در تاریخ ۲۷ آوریل، ۲۰۱۰ توسط شرکت ای‌ای گیمز برای پلی‌استیشن ۳, ایکس‌باکس ۳۶۰ و وی منتشر شد.